# Sympycnus appendicitus
Sympycnus appendicitus är en tvåvingeart som beskrevs av Octave Parent 1932. Sympycnus appendicitus ingår i släktet Sympycnus och familjen styltflugor. Inga underarter finns listade i Catalogue of Life.